# Illa de Graham
L'illa de Graham (en anglès Graham Island) és l'illa més gran de l'arxipèlag Haida Gwaii, antigament conegut com a illes Queen Charlotte. L'illa es troba a la costa de la província de la Colúmbia Britànica, al Canadà, i es troba separada per un estret canal de l'altra illa principal del grup, l'Illa de Moresby, Gwaii Haanas en haida. Amb una superfície de 6.361 km² és l'illa 101è més gran del món i la 22a del Canadà. La seva població era de 4.475 habitants segons el cens canadencs del 2001.
A la part septentrional de l'illa hi ha el Pac provincial Naikoon, així com un profund fiord, el Masset Inlet, que dona accés a un llac interior on es troben els assentaments de Port Clements i Juskatla. A la costa occidental, la que s'obre al Pacífic, hi ha la badia de Beresford i, més al sud, el Rennell Sound.
L'illa de Graham va ser batejada el 1853 per James Charles Prevost, comandant del HMS Virago, en record a Sir James Graham, 2n Baronet, que fou Primer Lord de l'Almirallat del Regne Unit en aquell temps.